# MusicBrainz
MusicBrainz — проєкт, спрямований на створення відкритої бази даних музики. Подібно проєкту Freedb, MusicBrainz був створений у відповідь на комерціалізацію CDDB. Тим не менш, MusicBrainz має на меті стати не просто сховищем метаданих про компакт-диски, а створити структуровану відкриту онлайн енциклопедію музики.
Кінцеві користувачі можуть використовувати програмне забезпечення, що взаємодіє з MusicBrainz, для додавання ID3 тегів метаданих у свої цифрові медіа-файли, такі як MP3, Ogg Vorbis чи AAC.

## Клієнтське ПО
- Amarok — KDE аудіо плеєр
- Banshee — мультиплатформенний аудіо-плеєр
- Clementine — мультиплатформенний аудіо-плеєр
- CDex — CD-ріппер для Microsoft Windows
- Jaikoz — масовий редактор тегів на Java
- Mp3tag — Редактор метаданих і організатор музики для Windows
- MusicBrainz Picard — крос-платформовий альбом-орієнтований редактор тегів
- MusicBrainz Tagger — застарілий редактор тегів для Microsoft Windows
- puddletag — редактор тегів для PyQt під ліцензією GPLv3
- Rhythmbox — музичний плеєр для Unix-подібних систем
- Sound Juicer — CD-ріппер для GNOME
- foo_musicbrainz - компонент музичної бібліотеки/аудіоплеєра для Foobar 2000
- Beets — автоматичний музичний організатор для Unix-подібних систем